# Mariage homosexuel en Irlande
- Mariage homosexuel
- Autre type de partenariat (ou concubinage)
- Cohabitant enregistré
- Mariage reconnu dans une mesure limitée mais non célébré
- Unions de personnes de même sexe non reconnues
- Mariage interdit par la Constitution

Le 10 juillet 2012, l'Assemblée irlandaise approuve les recommandations d'une convention constitutionnelle sur l'autorisation du mariage entre personnes de même sexe.
Le gouvernement décide de soumettre cette proposition à un référendum populaire qui a lieu le 22 mai 2015.
Le « oui » au mariage homosexuel est finalement approuvé par plus de 62 % des votants. L'Irlande devient le premier pays au monde à autoriser le mariage homosexuel par voie de référendum.

## Contexte

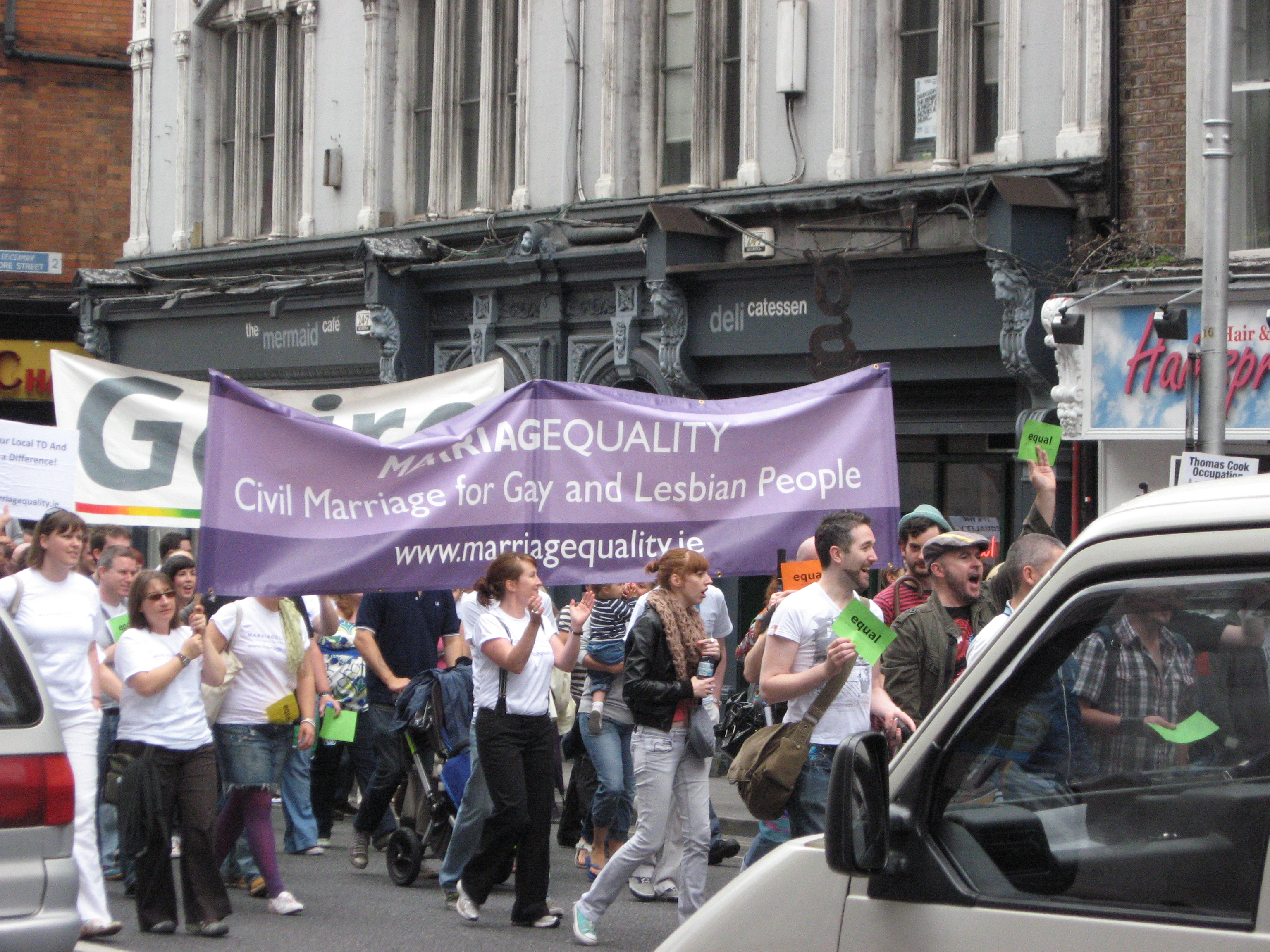
Manifestation pour le droit au mariage des personnes de même sexe dans les rues de Dublin en 2009

D'après le recensement de 2011, environ 84 % des Irlandais se disent catholiques, mais la plupart ne fréquentent les églises que pour les baptêmes, les mariages et les enterrements.  Les Irlandais ont le choix de se marier selon les rites de leur religion ou bien, depuis 1844, au bureau de l'état-civil, mais cette dernière option est très minoritaire (94 % de mariages religieux en 1996, en grande majorité catholiques).
La proposition d'amendement qui sera soumise par référendum est issue d'une démarche singulière de démocratie par tirage au sort. La convention constitutionnelle de 2012 (The Irish Convention on the Constitution) est une assemblée délibérative constituée de 100 membres, dont son président, 33 sont des députés élus et 66 de simples citoyens tirés au sort. Elle avait pour mission d'étudier et proposer une réforme de la constitution sur 8 sujets, dont celui du mariage homosexuel. Pendant 14 mois, ses débats sont retransmis en direct sur Internet, la population étant invitée à transmettre ses contributions, et les médias diffusent les comptes-rendus des échanges. En 2015 le groupe des cent se prononce en faveur du mariage homosexuel. L'aboutissement de ces échanges et réflexions décide le gouvernement de tenter de faire confirmer cette préconisation par référendum.
Les sondages réalisés juste avant le référendum indiquent que 50 à 70 % des Irlandais ont l'intention de voter en faveur du mariage homosexuel. Les moins de 35 ans y sont largement favorables tandis que les plus de 65 ans, qui votent davantage, y sont très hostiles.
Tous les partis politiques irlandais, de gauche comme de droite, font campagne en faveur du mariage gay. En revanche, l’Église catholique mène une campagne pour le « non ».

## Résultats du référendum

Carte de l’Irlande montrant les circonscriptions ayant voté :
oui
non

Au lendemain du référendum, les résultats officiels ont été publiés. 62,07 % des électeurs ont approuvé la légalisation du mariage homosexuel. Le « non » n'a été majoritaire que dans une seule des quarante-trois circonscriptions. Le « oui » a été particulièrement massif dans les circonscriptions urbaines, notamment à Dublin (71 %).

## Conséquences du référendum
Le 29 août 2015, le président de la République Michael D. Higgins signe l'amendement constitutionnel permettant d'ouvrir le mariage aux couples de même sexe, officialisant ainsi le résultat du référendum et la présentation au Parlement d'un projet de loi en vue de légaliser le mariage homosexuel.

## Réactions internationales
Après le référendum, le cardinal Pietro Parolin, numéro deux du Vatican, considère l'ouverture du mariage aux couples homosexuels comme « une défaite pour l'humanité ».